# Rhotana dammermani
Rhotana dammermani är en insektsart som först beskrevs av Schmidt 1926.  Rhotana dammermani ingår i släktet Rhotana och familjen Derbidae. Inga underarter finns listade i Catalogue of Life.